# Neomarica imbricata
Neomarica imbricata là một loài thực vật có hoa trong họ Diên vĩ. Loài này được (Hand.-Mazz.) Sprague miêu tả khoa học đầu tiên năm 1928.